# Skylab
Skylab var USA's første rumstation og et projekt som NASA realiserede i 1973 primært ved hjælp af materiel der var blevet til overs, da man strøg de sidste tre af de oprindeligt planlagte månerejser i Apollo-programmet: Tredje trin i en Saturn V-raket blev bygget om til et "rum-laboratorium" – en særdeles rummelig trykkabine, hvori astronauter kunne færdes blot iført almindeligt tøj (modsat trykdragt) og udføre eksperimenter i det vægtløse miljø, samt foretage observationer af Jorden, Solen og stjernerne med diverse observationsudstyr som rumstationen rådede over.
Skylab blev opsendt ubemandet, og blev sidenhen besøgt af tre hold astronauter som boede og arbejdede om bord i henholdsvis ca. 1, 2 og 3 måneder. Efter det sidste "besøg" fortsatte Skylab i nogen tid med at fungere som et ubemandet rumobservatorium.

## Skylab-programmet
Skylab blev sat i kredsløb af Saturn V-rakettens første og andet trin den 14. maj 1973 – selve Skylab var den største nyttelast der på det tidspunkt var blevet sendt i jordkredsløb. Under opsendelsen blev et solcellepanel og et varme- og mikrometeoride-skjold revet af, mens et andet solpanel satte sig fast så det modsat hensigten ikke kunne foldes ud da fartøjet nåede sit kredsløb.
Elleve dage senere, den 25. maj, blev et hold bestående af tre astronauter, Skylab 2, sendt op med et Apollo-rumfartøj for at dokke med og stige om bord på Skylab: Ud over de planlagte aktiviteter (hvoraf en del måtte tages af programmet) havde denne besætning rigeligt at se til med rumvandringer, hvor de udbedrede skaderne på solpaneler og skjold på deres 28 dage lange ophold.
Sidenhen fulgte yderligere besøg af astronauter: det næste hold, Skylab 3, blev opsendt d. 28. juli 1973 og boede og arbejdede i 59 dage i jordkredsløb, mens det sidste hold, Skylab 4, opsendtes d. 16. november 1973 til et ophold om bord på 84 dage.
Skylab endte med at styrte ned og gå til grunde den 11. juli 1979 i atmosfæren over det Indiske Ocean og de vestlige egne af Australien.